# Днепър
Днѐпър (на руски: Днепр; на беларуски: Дняпро; на украински: Дніпро) е четвъртата по дължина река в Европа след Волга, Дунав и Урал, протичаща по териториите на Русия (485 km), Беларус (595 km) и Украйна (1006 km) и още 115 km от течението на реката, протичащо по граница между Беларус и Украйна. Общо 2201 km. Влива се в Днепровския лиман на Черно море.
Споменава се от древните гърци – Херодот, Страбон и Плиний Старши като Бористен.

## Географска характеристика

### Извор, течение, устие

#### Извор
Реката води началото си от Валдайското възвишение на 220 m н.в. в западна Русия, на около 5 km северозападно от село Бочарово в Смоленска област.

### Горно течение
Горното течение на реката е 1320 km, от извора до град Киев. Първите около 300 km реката тече в южна посока, след което завива на запад, преминава през град Смоленск и на около 70 km западно от града напуска пределите на Русия и навлиза на територията на Беларус. При град Орша (Витебска област) отново завива на юг и преминава последователно през Могильовска и Гомелска област на Беларус. В този си участък дължината на течението ѝ е 595 km. Между селата Новая Гута и Нижние Жари (Гомелска област) в протежение от 115 km реката служи за граница между Беларус (Гомелска област) и Украйна (Черниговска област). След село Нижние Жари Днепър изцяло навлиза на територията на Украйна и след 125 km достига до град Киев, където завършва горното ѝ течение.
Горното течение на реката преминава в областта на горската зона на умерения климатичен пояс, където има достатъчно и даже излишно овлажняване. От извора си до град Дорогобуж (Смоленска област) долината ѝ е с ниски брегове, които са частично заблатени и покрити предимно с борови, на места с брезови или елхови гори. По-надолу (до град Шклов, Могильовска област) протича през хълмисти местности, като тук долината ѝ се стеснява (0,5 – 1 km) и е без речни тераси. Малко по-нагоре от град Орша се намират Кобелякските прагове. В последния участък от горното ѝ течение – от Могильов до Киев долината на реката става по-широка. Речните тераси достигат ширина до 14 km и са покрити предимно с тревни формации, на места с храсти или смесени гори.

### Средно течение
От град Киев до град Запорожие в протежение от 555 km е средното течение на Днепър. В този си участък реката тече в югоизточно направление до град Днипро, след което завива на юг и следва тази посока до Запорожие. Тук тя последователно преминава през Киевска, Черкаска, Кировоградска, Полтавска, Днепропетровска и Запорожка област.
Средното течение на реката преминава през зоната на лесостепите и степите, където овлажняването е неустойчиво. Долината ѝ е широка (6 – 18 km) с наличие на древни речни тераси покрай левия североизточен бряг, а нейният десен югозападен бряг е висок и стръмен. Почти цялото средно течение на реката, с изключение на последния участък след град Камянске, е видоизменено от изградените големи водохранилища (язовири) Киевско, Каневско, Кременчукско и Камянско, като по този начин истинската дължина на реката е скъсена с 84 km.

### Долно течение
От град Запорожие до устието, на протежение от 325 km е долното течение на Днепър. В този си участък реката протича в югозападна посока, през областта на степите от Причерноморската низина, където овлажняването е недостатъчно. Тук реката преминава през Запорожка, Днепропетровска (за втори път) и Херсонска област. При град Каховка (Херсонска област) е изградена преградната стена на Каховското водохранилище (най-голямото по течението на реката), „опашката“ на което е при град Запорожие. При град Херсон реката се разделя на ръкави и чрез делта се влива в източната част на Днепровския лиман на Черно море.

### Водосборен басейн, притоци

#### Водосборен басейн
Водосборният басейн на река Днепър обхваща площ от 504 000 km2 и се простира частично или изцяло на териториите на 31 области:
- Русия (около 15%) – Белгородска област, Брянска област, Калужка област, Курска област, Орловска област и Смоленска област;
- Беларус (около 25%) – Брестка област, Витебска област, Гомелска област, Гродненска област, Минска област и Могильовска област;
- Украйна (около 60%) – Виницка област, Волинска област, Днепропетровска област, Донецка област, Житомирска област, Запорожка област, Киевска област, Кировоградска област, Лвовска област, Николаевска област, Полтавска област, Ровненска област, Сумска област, Тернополска област, Харковска област, Херсонска област, Хмелницка област, Черкаска области Черниговска област.

Водосборният басейн на реката граничи с други 7 големи водосборни басейна:
- на югозапад – водосборните басейни на реките Южен Буг и Днестър;
- на запад – водосборния басейн на река Висла;
- на северозапад – водосборния басейн на река Неман;
- на север – водосборния басейн на река Западна Двина;
- на североизток – водосборния басейн на река Волга;
- на изток – водосборния басейн на река Дон;
- на запад – водосборните басейни на малки и къси реки, вливащи се от север в Азовско и Черно море.

#### Притоци
Река Днепър получава няколкостотин по-големи и по-малки притоци, от които 24 са с дължина над 100 km. По-долу са изброени тези 24 реки, като са показани техните дължини, площта на водосборните им басейни, дали са леви (←) или десни (→) притоци и къде се вливат:
Горно течение
← Вязма 147 km, 1350 km2, при село Усте, Смоленска област, Русия;
← Осма 104 km, 1530 km2, на 4 km източно от град Дорогобуж, Смоленска област, Русия;
→ Воп 158 km, 3300 km2, при село Соловеево, Смоленска област, Русия;
→ Хмост 135 km, 636 km2, на 8 km южно от село Титково, Смоленска област, Русия;
→ Друт 295 km, 5020 km2, при град Рогачов, Гомелска област, Беларус;
→ Березина 613 km, 24 500 km2, на 5 km югоизточно от село Горвал, Гомелска област, Беларус;
← Сож 648 km, 42 100 km2, при град Лоев, Гомелска област, Беларус, на границата с Украйна;
→ Припят 775 km, 114 300 km2, в северната част на Киевското водохранилище, Киевска област, Украйна;
→ Тетерев 365 km, 15 100 km2, в западната част на Киевското водохранилище, при село Богдани, Киевска област, Украйна;
→ Ирпен 162 km, 3340 km2, в югозападната част на Киевското водохранилище, при село Козаровичи Киевска област, Украйна;
← Десна 1130 km (най-голям приток), 88 900 km2, в град Киев, Киевска област, Украйна.
Средно течение
← Трубеж 113 km, 4700 km2, в източната част на Каневското водохранилище, при град Переяслав, Киевска област, Украйна;
→ Рос 346 km, 12 575 km2, в „опашката“ на Кременчукското водохранилище, при село Крешчатик, Черкаска област, Украйна;
← Супой 130 km, 2000 km2, в „опашката“ на Кременчукското водохранилище, при село Матвеевка, Черкаска област, Украйна;
← Сула 363 km, 18 500 km2, в северната част на Кременчукското водохранилище, на границата между Черкаска и Полтавска област, Украйна;
→ Тясмин 164 km, 4570 km2, в южната част на Кременчукското водохранилище, при град Чихирин, Черкаска област, Украйна;
← Псьол 717 km, 22 800 km2, в „опашката“ на Камянското водохранилище, югоизточно от град Кременчук, Полтавска област, Украйна;
← Ворскла 464 km, 14 700 km2, в северната част на Камянското водохранилище, при село Олховатка, Полтавска област, Украйна;
← Орел 346 km, 9800 km2, северозападно от град Днипро, Днепропетровска област, Украйна;
← Самара 320 km, 22 600 km2, при град Новомосковск, Днепропетровска област, Украйна;
→ Мокра Сура 118 km, 2830 km2, при село Днипрове, Днепропетровска област, Украйна.
Долно течение
← Конка 149 km, 2000 km2, в североизточната част на Каховското водохранилище, при град Малоекатериновка, Запорожка област, Украйна;
→ Базавлук 157 km, 4200 km2, в северната част на Каховско водохранилище, при село Набережне, Днепропетровска област, Украйна;
→ Ингулец 549 km, 13 700 km2, на 14 km източно от град Херсон, Херсонска област, Украйна.

### Хидроложки показатели
Подхранването на реката с води е смесено. Основният отток се формира в горното течение на реката. Основен източник за подхранване са снежните води. В горното течение те съставляват около 50%, подземните – 27%, а дъждовните – над 23%. По-надолу ролята на снежните води нараства, а дъждовните рязко намаляват. Средният отток при град Киев е 7000 m3/s, най-голям – 25 000 m3/s, най-малък – 200 m3/s. Средният годишен отток в устието е 53 m3, в многоводни години – 73 m3, в маловодни – 24 m3, със среден отток от 1670 m3/s. През периода на есенно пълноводие преминават около 60 – 70%, а понякога и 80% от годишния отток. През летния сезон е маловодието на реката, а през есента (по време на дъждовете) и в края на зимата (при топенето на снеговете) е многоводието с чести наводнения. Реката замръзва през декември, средните срокове на размразяването са: за горното течение – началото на април, за средното – средата на март, а за долното – началото на март.

## Градове
По течението на реката са разположени няколкостотин населени места, в това число 39 града: 3 в Русия, 8 в Беларус и 28 в Украйна.
- в Русия – Дорогобуж и Смоленск, Смоленска област.
- в Беларус – Дубровно и Орша, Витебска област; Шклов, Могильов и Бихов, Могильовска област; Рогачов, Жлобин и Речица, Гомелска област.
- в Украйна – Вишгород, Киев, Украинка, Ржишчев и Переяслав, Киевска област; Канев и Черкаси, Черкаска област; Светловодск, Кировоградска област; Кременчук и Горишни Плавни, Полтавска област; Верхнеднепровск, Камянске, Днипро, Марганец и Никопол, Днепропетровска област; Запорожие, Василивка, Днипрорудне, Енергодар и Камянка Днипровска, Запорожка област; Берислав, Каховка, Таврийск, Нова Каховка, Олешки, Херсон и Гола Пристан, Херсонска област.

## Стопанско значение

### Корабоплаване
Река Днепър и част от нейните притоци са основен воден път в Беларус и Украйна. Тя е плавателна от устието до град Дорогобуж, Смоленска област в протежение от 1990 km. Главните пристанища по течението ѝ са Могильов, Рогачов и Жлобин в Беларус, Киев, Канев, Черкаси, Кременчук, Днипро, Запорожие, Никопол и Херсон. Чрез изкуствени водни системи реката се съединява с реките от басейна на Балтийско море: със Западна Двина – чрез Березинската водна система; с Неман – чрез Днепровско-Неманска водна система; със Западен Буг – чрез Днепро-Бугската водна система.
Всички изградени водохранилища (язовири) са оборудвани с големи шлюзове, позволяващи на съдове с размери до 270×18 метра достъп до пристанище Киев. Реката се използва и от пътнически кораби, като круизите по нея носят увеличаващи се доходи в последните десетилетия.

### Енергетика
На реката са изградени 6 големи водохранилища (язовири) с мощни водни електроцентрали:
- Киевско водохранилище – през (1960 – 1964 г.);
- Каневско водохранилище – през (1963 – 1975 г.);
- Кременчукско водохранилище – през (1954 – 1960 г.);
- Камянско водохранилище – през (1956 – 1964 г.);
- Днепровско водохранилище („ДнепроГЕС“) – през (1927 – 1932 г.) с мощност 558 МВт. През Втората световна война централата е частично разрушена, към 1950 г. е възстановена, а през 1969 – 1975 г. е разширена;
- Каховско водохранилище – през (1950 – 1956 г.).

## Други
На Днепър е наречена улица в квартал „Надежда IV“ в София (Карта).